# Шарипово
Шарипово — місто крайового підпорядкування (з 31 липня 1981) в Красноярському краї Росії, адміністративний центр Шариповського району та міського округу міста Шарипово. Площа міста — 30 км².

## Географія
Місто розташоване на стику передгір'їв Кузнецького Алатау та Назаровської улоговини на річці Кадат (притока Береша басейн Чулими (притока Обі)), за 315 км автошляхами від Красноярська.

## Історія

### XVIIIст.
Наприкінці XVIII століття був відкритий Шариповський Троїцький прихід. Крім села Шариповського, в нього входило ще 8 сіл. Село Шариповське, розташоване на річці Кадат, знаходилося в 350 верстах від Красноярська. Церква в селі була одна, кам'яна, побудована у 1817 році силами парафіян. При церкві була бібліотека, що складається з 311 томів. У селі працювала двокласна церковнопарафіяльна школа, поштове відділення, волосне правління, лікарський пункт, суспільство споживачів, казенна винна лавка, громадська богадільня. Працювали дві ярмарки: Параскієвська (кожну дев'яту п'ятницю) та Микільська (28 жовтня — 1 листопада); по суботах — базар. До 1 січня 1911 року в селі було 302 двори, в яких проживали 1093 чоловіки та 1086 жінок. Населення складалося з корінних сибіряків та переселенців, основне заняття — хліборобство та скотарство.

### XIXст.
До кінця 1880-х років Шариповське належало до Ужурської волості Ачинського округу. 10 січня 1891 відбулося урочисте відкриття новоствореної Шариповської волості з центром у с. Шариповське.
Як адміністративно-територіальна одиниця Шариповська волость проіснувала до 1924 р.

### XXст.
4 квітня 1924 територія Шариповської волості увійшла до складу Березовського району.
Указом Президії Верховної Ради РРФСР від 26 грудня 1962 р. утворені крайові промислові та сільські Ради депутатів трудящих. Натомість існували 60 районів на території Красноярського краю в 1962 р. утворено 35 сільських та 4 промислових райони. Шариповський район був скасований. Указом Президії Верховної Ради РРФСР від 3 листопада 1965 р. в краї були відновлені деякі райони, серед них Шариповський.
18 березня 1977 р. село Шарипово (адміністративний центр Шариповського району) віднесено до категорії робітничих селищ.
31 липня 1981 р. робітниче селище Шарипово перетворене в місто крайового підпорядкування.
Розвиток міста пов'язаний з освоєнням КАТЕК: Березовським вугільним розрізом та Березовською ГРЕС-1 (потужність 1600 МВт).
У період з 1985 по 1988 рр. місто називалося Черненко на честь генерального секретаря ЦК КПРС Костянтина Черненка, який, однак, народився не в Шарипово. Внаслідок опитування населення та численних вимог жителів у грудні 1988 р. місту повернули колишню назву — Шарипово.

## Адміністративний поділ
Особливістю міста є те, що воно розділене на 11 мікрорайонів (1—7, Берлін, Західний, Піонерний, Північний), але на картах позначені вулиці, назви яких не пишуться на будинках та практично ніхто з жителів їх не знає. Фактично вулиці є лише в старій частині міста.

## Постаті
- Лащенко Максим Сергійович (1987-2014) — солдат Збройних сил України, учасник російсько-української війни.